# Лосєв Віктор Васильович
Віктор Васильович Лосєв (рос. Ви́ктор Васи́льевич Ло́сев, нар. 25 січня 1959, Муром) — радянський футболіст, що розпочинав грати на позиції нападника, пізніше грав на позиції півзахисника та захисника. По завершенні ігрової кар'єри — тренер. До 2022 року входив до тренерського штабу клубу «Торпедо» (Москва). Найбільш відомий за виступами у складі клубу «Динамо» (Москва), а також національної та олімпійської збірних СРСР. У складі олімпійської збірної — олімпійський чемпіон 1988 року.

## Клубна кар'єра
Віктор Лосєв народився в Муромі, в дитинстві займався спочатку легкою атлетикою, пізніше став займатися футболом у дитячій команді, був учасником змагань на призи клубу «Шкіряний м'яч», займався у міській ДЮСШ рідного міста. У 1976 році Віктор Лосєв отримав запрошення до команди майстрів другої ліги «Торпедо» з Владимира, в якій з наступного року став одним із футболістів основного складу.
У 1979 році Лосєв отримав запрошення від команди вищої ліги «Торпедо» з Москви, де він також розпочав грати в основному складі команди. Проте після зміни головного тренера футболіст втратив місце в основному складі, і по закінченні сезону 1980 року вимушений був перейти до складу команди першої ліги «Факел» з Воронежа. На початку 80-х років ХХ століття воронезька команда поступово піднімалась щаблями турнірної таблиці, й у 1984 році стала переможцем турніру команд першої ліги, отримавши путівку до вищої ліги, а також переграла в чвертьфіналі Кубка СРСР одну з найсильніших радянських команд «Спартак» з Москви. Проте у вищій лізі «Факел» грав лише протягом одного сезону 1985 року, і за його підсумками вибув назад до першої ліги.
На початку 1986 року Віктор Лосєв перейшов до іншого клубу вищої ліги «Динамо» з Москви. Основною причиною переходу Лосєва в динамівський клуб стало те, що в нього закінчилась відстрочка від служби в армії, а виступи за «Динамо» давали можливість проходження строкової служби. У складі московського «Динамо» Віктор Лосєв також відразу став одним із гравців основного складу. а в 1987 році обраний капітаном команди. У перший рік виступів в «Динамо» Лосєв став у складі команди срібним призером чемпіонату СРСР, а в 1990 році став у складі команди бронзовим призером чемпіонату СРСР. Незважаючи на кілька пропозицій, так і не перейшов до закордонного клубу, і завершив виступи на футбольних полях в складі «Динамо» у 1992 році у зв'язку з хронічною травмою коліна.

## Виступи за збірну
У 1987 році Віктор Лосєв отримав запрошення до олімпійської збірної СРСР, та брав участь у відбіркових матчах до олімпійського футбольного турніру. У цьому ж році зіграв у 3 товариських матчах у складі першої збірної СРСР. Після перемоги у відбірковому турнірі Лосєва включили до складу збірної СРСР для участі в олімпійському футбольному турнірі. На Олімпіаді Віктор Лосєв грав у всіх матчах, та був капітаном команди, в складі якої став переможцем Олімпіади.

## Кар'єра тренера
Після безуспішних спроб відновити виступи на футбольних полях після травми Віктор Лосєв у 1994 році увійшов до тренерського штабу клубу російської першої ліги «Техінвест-М», проте в команди швидко закінчились гроші, й Лосєв покинув підмосковний клуб. У 1996 році Віктор Лосєв увійшов до тренерського штабу свого колишнього клубу «Факел», у якому працював до 1998 року. У 1999—2000 роках Лосєв був граючим тренером аматорської команди «Серпухов».
У кінці 2001 року Віктор Лосєв очолив воронезький «Факел», проте вже в січні 2002 року покинув пост головного тренера команди. У 2002 році колишній футболіст увійшов до тренерського штабу підмосковного клубу «Хімки». У 2003 році Лосєв став тренером юнацької збірної Росії. У 2005 році Віктор Лосєв увійшов до тренерського штабу молодіжної збірної Росії, в якій працював до 2009 року, а в 2006—2007 роках очолював її тренерський штаб.
У 2012 роках Віктор Лосєв увійшов до тренерського штабу клубу «Уфа», а в кінці 2015 року перейшов на роботу в Тульську Академію футболу. У березні 2017 року Лосєв став одним із тренерів збірної Казахстану, де працював до січня 2018 року. У 2020 році Віктор Лосєв був одним із тренерів єреванського «Арарата». На початку 2021 року Віктор Лосєв увійшов до тренерського штабу своєї колишньої команди «Торпедо» (Москва), де працював до 2022 року.

## Вшанування
На честь Віктора Лосєва у 2017 році перейменовано стадіон у його рідному місті Муром.

## Титули і досягнення
- Олімпійський чемпіон: 1988
- Переможець першої ліги СРСР — 1984